# Voramai Kabilsingh
Voramai Kabilsingh Thai: วรมัย กบิลสิงห์, RTGS-Umschrift und Aussprache Woramai Kabinsing (* 6. April 1908; † 24. Juni 2003) war die erste voll ordinierte buddhistische Nonne (Bhikkhuni) in Thailand. Seit ihrer Vollordination in Taiwan 1971 bis zu ihrem Tod 2003 leitete sie Thailands erstes Nonnenkloster Wat Songdhammakalyani (Thai: วัดทรงธรรมกัลยาณี, RTGS-Umschrift Wat Songtham Kanlayani, Aussprache [wátˑsoŋˑtʰamˑkanˑláˑjaːˑniː]) in Nakhon Pathom und wurde von ihren Anhängern ‚Luang Ya‘ genannt.

## Leben
Voramai Kabilsingh wurde 1908 geboren. Ihre Mutter Somcheen war zwar des Lesens und Schreibens unkundig, aber sehr religiös und ließ sich im Alter als Mae Chi ordinieren. Voramai genoss eine Schulbildung und wurde schließlich Lehrerin, Journalistin und Schriftstellerin. Nach Angaben ihrer Tochter war sie in jungen Jahren einmal mit dem Fahrrad von Bangkok bis Singapur gefahren. Durch ihre Arbeit als Journalistin traf sie den Parlamentsabgeordneten Kokiat Satsen (Thai: นายก่อเกียรติ ษัฏเสน) aus der Provinz Trang, von dem sie sich aber später trennte. 1956 ließ sie sich von Pra Prommuni im Wat Bowonniwet als Mae Chi ordinieren, trug aber eine hellgelbe anstatt einer weißen Robe. Anfang der 1960er Jahre kaufte sie von der Familie der früheren Königin Indrasakdisaci einige Reisfelder nahe der Stadt Nakhon Pathom, um dort ein Haus zu errichten. Schließlich war sie die erste Frau in Thailand, die 1971 eine volle Nonnenordination erhielt. Sie verwandelte ihr Haus, dem auch ein Waisenhaus und eine Schule angeschlossen war in einen Tempel, in dem auch ihre Tochter Chatsumarn und die drei Ziehkinder aufwuchsen. Als sie 2003 starb, konnte sie den Tempel an ihre Tochter, die auch Bhikkhuni geworden war übergeben.

## Wirken
Voramai Kabilsingh, die auch Jiujitsu und den Schwertkampf beherrschte, war eine Pionierin für die Frauenrechte in Thailand, insbesondere was das Recht der Frauen auf höhere Nonnenordination und Bildung betrifft. Sie gilt auch als Verfechterin eines Engagierten Buddhismus. Mehr als 30 Jahre lang publizierte und produzierte sie ein eigenes buddhistisches Magazin, um ihren Ideen Gehör zu verschaffen. Mit einer Speckstein-Manufaktur und einem angeschlossenen Verkaufsmarkt verdiente sie Geld, um den Tempel und die bis zu 80 Nonnen und Waisen im Haus zu erhalten. Sie kaufte noch Land für zwei weitere Tempel, einen in der Nähe in Amphoe Sam Phran und einen in Lamphun, in der Nähe von Chiang Mai.